# Bock’scher Hof I

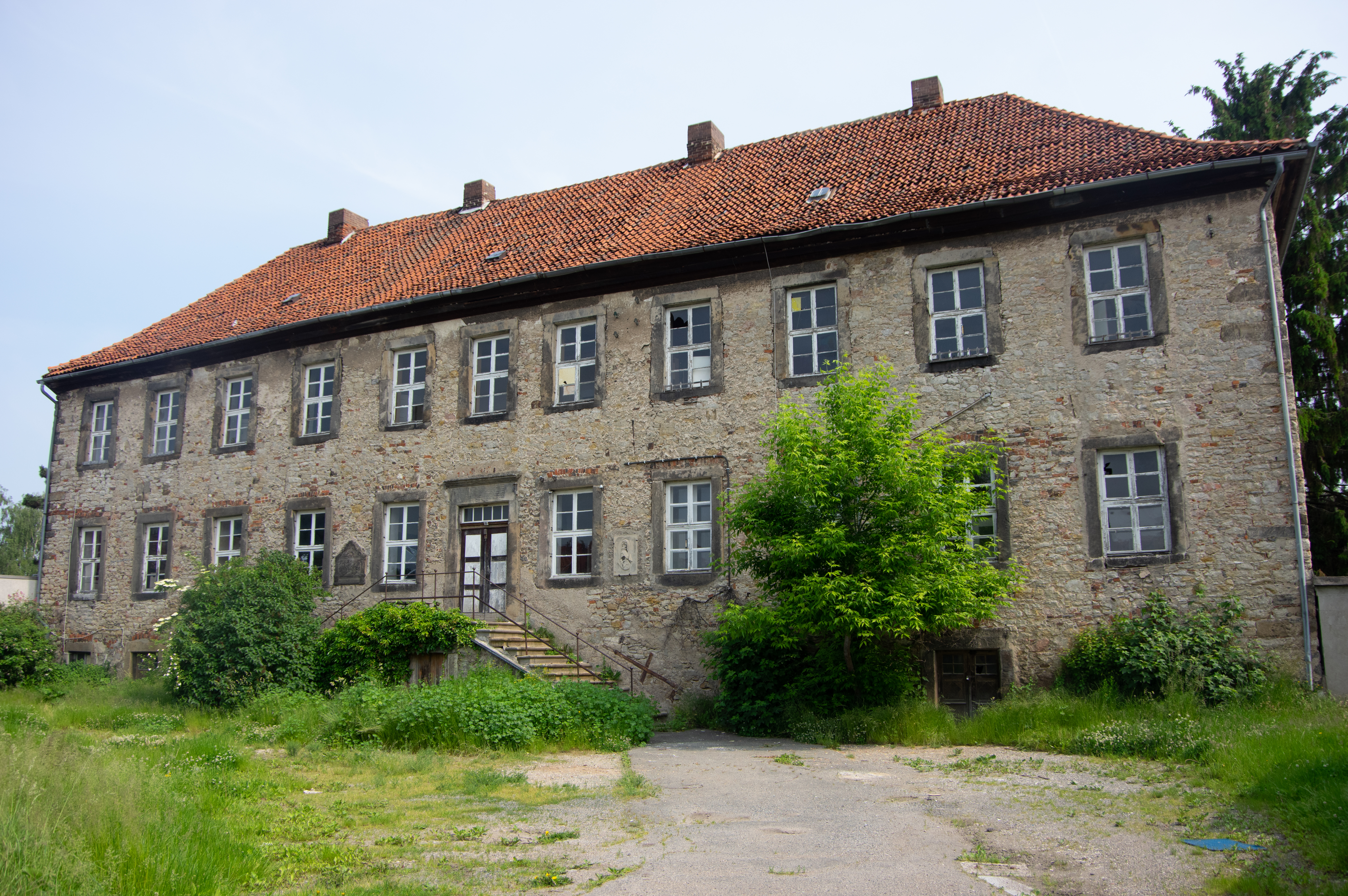
Das ehemalige Herrenhaus des Bock'schen Hofs I

Der Bock’sche Hof I war ein Burgmannshof der Familie Bock von Wülfingen in Gronau in Niedersachsen. Von ihm ist noch das 1706 errichtete Herrenhaus vorhanden, das unter Denkmalschutz steht.

## Beschreibung
Das Herrenhaus ist ein langgestreckter zweigeschossiger Steinbau mit Walmdach, der als Hochparterre über einem Kellergeschoss steht. Die Türen und Fenster in der elfachsigen Fassade sind mit Sandstein eingefasst. Zum Eingangsportal führt eine doppelarmige Freitreppe. Das Gebäude ist mit einer Seite an die Stadtmauer der Stadtbefestigung Gronau angebaut. Es ist seit langem unbewohnt und befindet sich in einem schlechten baulichen Zustand. Eine Wohnbaugesellschaft als Eigentümerin erwägt eine Sanierung.

## Geschichte

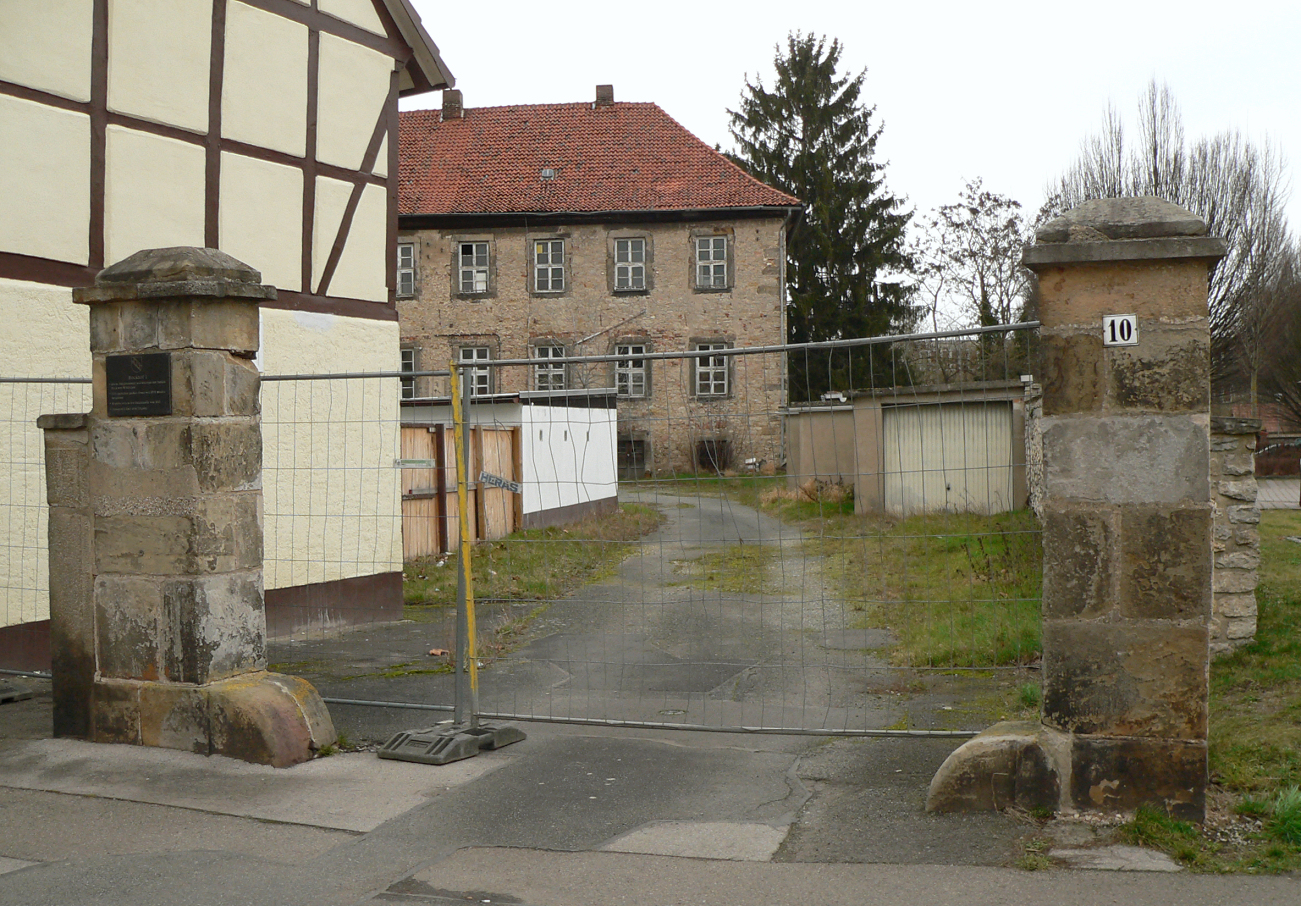
Zufahrtsportal

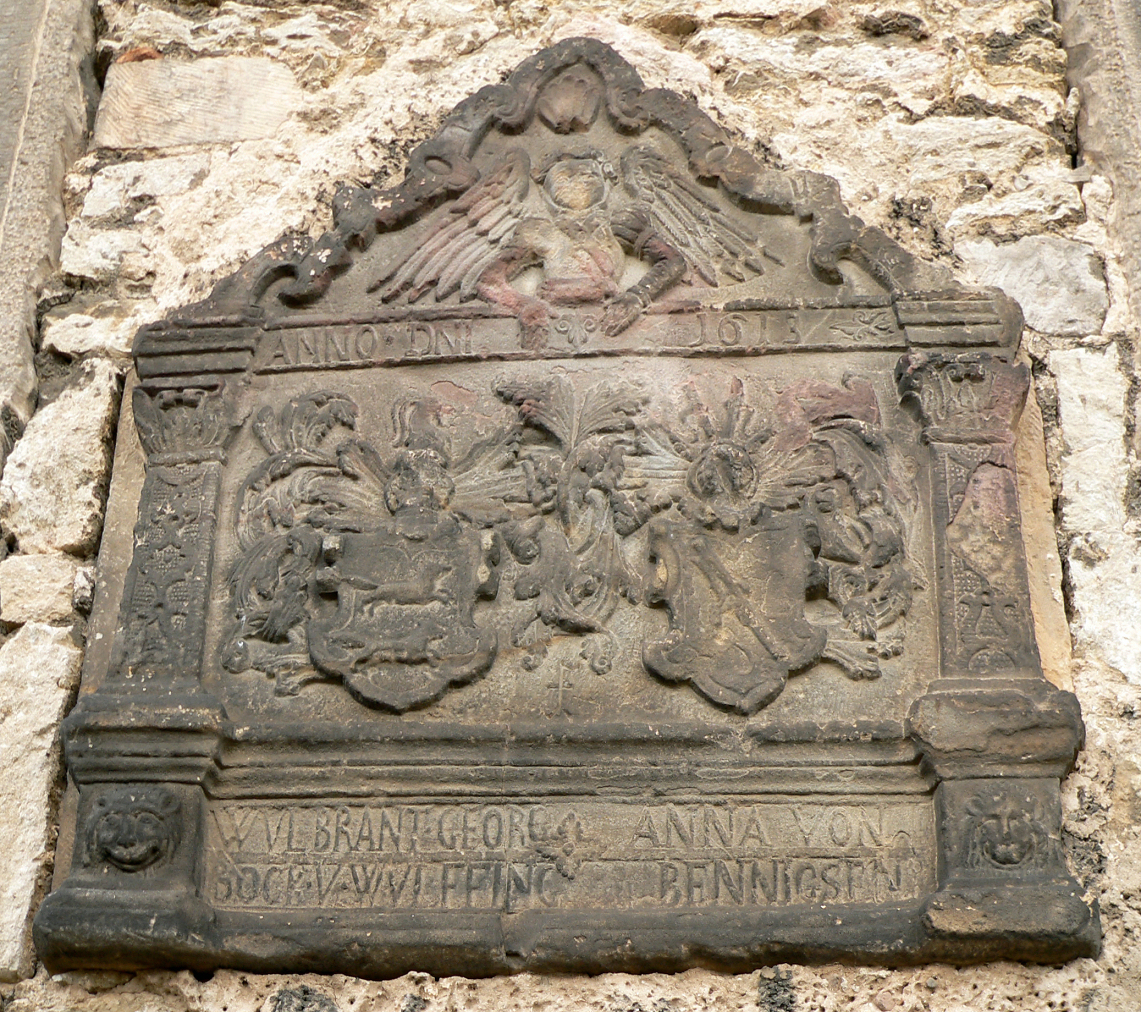
Steinplatte von 1613

Der Vorgängerbau des Bock’schen Hofs I war der Kitzscherhof, den 1613 Wulbrant Georg von Bock von Wülfingen (1590–1651) erworben hatte. Der Hof brannte beim großen Stadtbrand von 1703 ab und wurde von Levin Adam von Bock und seiner Frau Elisabeth Sophie von Campen 1706 wieder aufgebaut. Davon zeugt die Inschrift über dem Eingangsportal des Herrenhauses:
„Da mich das Feuer fürhin so der Stadt Aufkommen bis auf den Grund verzehrt und gänzlich weggenommen zusamt der Stadt und Kirch hat wie ich steh
Dier zu Gottes Gnaden hat mich wieder bauet hier Herr Levin Adolf Bock von Wülfingen. Fürstl. Bra. Lüneburg. Oberhofmeister, auch Fürstl. Stift Hildesheim.
Schatzrat, auch Elisabeth Sophie con Campen. Anno 1706.“
In die Fassade sind zwei Steinplatten eingelassen, die das Bock'sche Familienwappen mit der Inschrift: „Anno 1613. Wulbrant Georg Bock v. Wülfingen. Anna von Bennigsen“ und ein Wappen mit der Aufschrift „W. v. B. 1764“ zeigen.

## Sonstiges
Die Familie Bock von Wülfingen war seit der Gründung von Gronau im Jahr 1298 im Ort ansässig und besaß mehrere Burgmannshöfe. Neben dem Bock’schen Hof I war es der benachbarte Bock’sche Hof II. Darüber hinaus gibt es im Ort als früheren Burgmannshof den Engelbrechten’schen Hof.